# 涼川絢音
涼川 絢音（すずかわ あやね、1993年11月14日 - ）は、日本の元AV女優、女優。ARROWS所属。

## 略歴・人物
福岡県出身。
2014年5月、アダルトビデオメーカー・kawaii*の専属女優としてAVデビュー。マークスジャパン所属。
2014年8月、kawaii*専属女優の涼川絢音、さくらゆら、青山未来でAsterisk*(アスタリスク*)を結成、楽曲提供は並木優、イメージカラーはブルー。
2014年9月22日、川崎CLUB CITTA'にてライブイベント「SEXY IDOL MUSIC FESTA 2014」で「世界征服kawaii*戦士」「Future Stage_Sample」を披露。
2015年1月、kawaii*卒業に伴いAstarisk*脱退。
2015年2月から同年6月までSODグループの専属女優。
2015年3月31日、青山未来の卒業によりAstarisk*１日限りの復活ラストライブ。
2015年12月1日、スカパー!アダルト放送大賞２０１６女優賞VENUS(ch.957)代表としてノミネート。
2016年4月2日、第28回ピンク大賞にて新人賞および助演女優賞を受賞
。
2016年6月27日の公式ブログで、ARROWS(アローズ)に所属事務所を移籍したことを報告。
2016年9月22日、フェチ博覧会&即売会「フェチフェス０８」にトイズハートブースで初参加。
2016年10月16日、川崎CLUB CITTA'にてライブイベント「LADY MADONNA ～All You Need Is Sexy Idol～」MCアシスタントを務める、2017年10月の「LADY MADONNA-拡大版-」では「Team Lady」のＭＣを務める。
2016年11月14日、台湾のスマホゲーム校花的貼身高手のイメージガールとして台湾初進出
。
2017年2月18日、新宿ロフトプラスワンで初の冠イベントとして「トイズハートプレゼンツ涼川絢音の倒れるときは前のめり」開催。
2017年4月、台湾にて初の撮影会実施。
2017年4月30日、フェチ博覧会&即売会「フェチフェス１０」トイズハートブースで初ＲＯＭ販売。
2017年5月、映画「君の名は。」のパロディＡＶ『君の縄。』日本だけではなく台湾でもニュースとなる。
2017年5月19日、青山RiZMにて「LADY MADONNA vol.5」にて初のソロで「モーモールルギャバン」の「ユキちゃん」と「サンボマスター」の「世界はそれを愛と呼ぶんだぜ」を披露。
2017年6月8日～6月11日、台湾アダルト博覧会に出演。
2018年1月1日、1月30日のイベントを最後にAV女優引退を本人の公式ブログにて発表。
2018年1月27日、上野オークラ劇場『変態家族 碧い海に抱かれて』にてピンク映画最後の舞台挨拶。
2018年1月28日、フェチ博覧会&即売会「フェチフェス１２」トイズハートブースでオナッシーコラボグッズ販売。
2018年1月30日、阿佐ヶ谷ロフトAにて引退トークイベント『涼川絢音の思い立ったが吉日〜明鏡止水の心〜』開催。
2018年4月4日、第30回ピンク大賞にて主演女優賞を受賞。

## 作品

### アダルトDVD
2014年
- kawaii*専属AVデビュー!!（5月25日、kawaii*）
- コスプレ4本番♪&初顔射（6月25日、kawaii*）
- 絶対に見ちゃイヤ! 羞恥露出でドッキドキ（7月25日、kawaii*）
- 淫らな私を見てください。（8月25日、kawaii*）
- 教えて絢音せんせいっ!（9月25日、kawaii*）
- 絶叫イカセMAX!（10月25日、kawaii*）
- 二股公認!?ドチハメ温泉旅行! 〜どっちとやっちゃう!?どっちともヤッちゃう!!〜（11月25日、kawaii*）
- 痴漢Gメン24時 美乳オトリ捜査官（12月25日、kawaii*）

2015年
- 絶対美肌宣言 妖精のように透明感溢れる美少女3人が織りなす淫靡な世界（1月25日、kawaii*）
- 中出しいいなり温泉旅行（2月5日、SODクリエイト）
- 朝から晩まで中出しセックス 16（2月5日、アイエナジー）
- 巨乳の姉との15年ぶりの混浴で弟ち○ぽはフル勃起!! 家族旅行中の素人姉弟がエッチなミッションにチャレンジ! 両親には内緒で混浴温泉で二人っきり♥温泉でおっぱいとおち○ちんの洗いっこをしたら姉と弟は近親相姦に手を出してしまうのか? in箱根温泉 3（3月5日、ディープス）
- 最愛の妻を義父に寝取られて…（3月5日、ヒビノ）
- 「仕事熱心な看護師/女医に『勃起不全の治療』として官能小説の読み聞かせをお願いしたら冷静な顔してパンツの濡れが止まらない」 VOL.1（3月19日、DANDY）
- あーたん全作コンプリートだょ☆ 涼川絢音 8時間special（3月25日、kawaii*）※総集編
- 痴漢“M”覚醒 〜ヤリ部屋で輪姦され快楽に目覚めた言いなり娘〜（4月23日、ナチュラルハイ）
- 水泳インストラクター 緊縛性奴隷（5月9日、SODクリエイト）
- 女子校生 中出し20連発（5月9日、アイエナジー）
- 義父の異様な愛欲 母に内緒で玩具にされる娘の躰（6月18日、ヒビノ）
- 場違いな淫語（7月4日、ワープエンタテインメント）
- 絶対妊娠宣言! 危険日×禁欲×洗脳でドエロすぎる中出し!（7月5日、ジェントルマン）
- サディスティックヴィレッジ8周年記念 限定リリース作品 羞恥! イタズラ温泉 2015夏☆ 2枚組8時間! 新作撮り下ろし 8人全員セックス!! シリーズ最大のパワーアップイタズラ満載スペシャル!（7月23日、サディスティックヴィレッジ）
- きのうから近所のおじさんに縛られています。（7月24日、宇宙企画）
- ガチ露出調教中（7月24日、FIRST STAR）
- FIRST STAR 5周年特別記念作品 夏祭り美少女ビーチ大乱交 4時間 2枚組完全撮り下ろし（7月24日、FIRST STAR）
- 働く女猟り vol.22 新宿 スレンダラスな美脚デパガ編（8月1日、プレステージ）
- 新任女教師 涼川絢音 マシンバイブ調教×催淫三角木馬×危険日中出し15連発 そのすべてで潮!潮!潮! 14（8月6日、サディスティックヴィレッジ）
- Pure Lesbian Love 涼川絢音オールレズ解禁（8月14日、V&R PRODUCE）
- 結婚直前の蜜月、毎晩旦那さんに愛されて最高感度になっている新妻 ブライダルエステで油断したところに媚薬チ●ポを即ハメ! すぐに抵抗が弱まり、感じ始めたところでマシンバイブ挿入、潮を吹きまくって、中出しをすんなり受け入れる!（8月20日、サディスティックヴィレッジ）
- 美少女即ハメ白書 39（8月21日、ソクハメラボ）
- さきっちょ集中! 亀頭フェラ部員 ねろりねろりと先端を包み込み、ちろりちろりと尿道を這う。そう、私たちは常に先っぽ狙い。（8月21日、SEX Agent）
- 溺愛 父ちゃんば いないと寂しか（9月1日、FAプロ）※AV OPEN 2015 エントリー作品
- 【限定共演】 MOODYZファン感謝祭 バコバコバスツアー2015 1泊2日でイクッ! 夢の大乱交AVオールスターズ!（9月1日、MOODYZ）※AV OPEN 2015 エントリー作品
- 田舎のお嬢様学校の女子校生をさらってレイプ、射精直前に「お前より可愛い娘を今すぐ電話で呼ばないと中出しするぞ」と脅して友達を連れてこさせてその娘もレイプ、そして結局全員にナマ中出し!スペシャル! 1クラス分の女子20名をレイプ!（9月1日、サディスティックヴィレッジ）※AV OPEN 2015 エントリー作品
- 本屋に参考書を買いに来た真面目でおとなしそうな女子校生に媚薬をたっぷり塗ったチ○ポで即ハメしたらアヘ顔で痙攣するほど感じてイキまくった 6 真正中出しプレミアムVer.（9月10日、SODクリエイト）
- 成熟した姉の裸に触れた童貞弟はイケない事と知りつつもチ○ポを勃起させて「禁断の近親相姦」してしまうのか!? 6（9月10日、SODクリエイト）
- 友達の家に遊びに行ったら6人のお姉ちゃん達のミニスカパンチラが一杯!僕の思春期ビン勃ちチ○コは大歓迎されてキ○タマ空ッポになるまでもて遊ばれました。（9月10日、SWITCH）
- ギガペニス 黒人解禁 太さ16cm×長さ23cm（9月10日、サディスティックヴィレッジ）
- One's Daily Life season2. anniversary（9月10日、SILK LABO）
- イラマチオじゃない腰振りフェラチオ 05 〜超吸引と厚みのある舌がうねうねと這い回る口内はマ○コを越えた絶品名器〜（9月18日、SEX Agent）
- オマ○コおっぴろげ痴漢 ビラビラを開かれ白い本気汁を垂らし羞恥イキする女子高生（9月24日、ナチュラルハイ）
- 悪徳背任行為!横領、社内備品盗用、架空請求、社内恋愛、みだらな行為…｢やっちゃったね…｣  超絶折檻されても自分が悪いから泣き寝入りするしかない女AD（9月24日、サディスティックヴィレッジ）
- 羞恥! 激ヤバ発情! 電圧86倍 ビッグバンローターをマ○コに入れて街中を引き廻された野外潮吹き娘!（9月24日、サディスティックヴィレッジ）
- 親戚で久しぶりの旅行に行ったら、混浴温泉で男は僕だけ!! カチカチ勃起チ○ポを次々癒してくれる叔母と従姉妹たちのせいでもうクタクタです。（9月24日、SWITCH）
- 放課後美少女回春リフレクソロジー あやね（9月25日、宇宙企画）
- レズビアン四重奏（9月25日、セレブの友）
- あんまり何にも教えてくれんけんねぇ（9月25日、BALTAN）
- はつ恋みたいなSEX（10月1日、S-Cute）
- (赤)絶対妊娠宣言! 危険日×禁欲×洗脳でドエロ過ぎる中出し!（10月1日、ジェントルマン）
- 「童貞くんのオナニーのお手伝いしてくれませんか…」 海で声を掛けた心優しい専門学生・女子大生・ショップ店員・歯科衛生士さんがマジックミラー号で童貞くんを赤面筆おろし! 5（10月8日、SODクリエイト）
- 「擦り付けるだけでいいからお願い…」とデカチン逆夜這い素股! 妹が友達を連れて来てお泊り会。しかし妹の友達が泊まりに来ていることを知らないボクは、いつもの様に風呂あがりに裸で出てしまいチ○ポを目撃されてしまうことに…。気まずさを感じながらもその場をやり過ごしたのですが、深夜、ふと気づくとまさかの逆夜這い素股されてる!?慌てて目を覚ましたボクを見て「擦り付けるだけでもいいから」と素股を続行!でも素股だけで終わることはなく…。（10月8日、Hunter）
- 都内某所の優良おっぱいパブでは、1日1時間限定で挿入OK!!との噂が!?このご時世に本当にそんなおっパブが存在するのか徹底検証!! 3（10月9日、SCOOP）
- 可愛くて優等生の女子校生たちから中出しSEXをせがまれて困っている僕。（10月9日、BAZOOKA）
- 脱ぎたてパンティにくるんでもらう、ぬくもり手コキ 3 さっきまで穿いていたパンティがチ○ポに優しく絡まりまとわりつく（10月16日、SEX Agent）
- 絶対!妊娠するんだから! お父さんを押さえつけて私が妊娠するまで何度も中出しさせちゃいました! 小さい頃、両親が離婚し母子家庭で育った私は母と喧嘩をして家出をし、離れ離れになった父の家に行きました。久々に会った父は私と会えた事を喜んでくれましたが、なんと既に婚約者がいたのです。父と一緒に住みたいとお願いしたのですが、もう結婚する予定で新たな生活を送るつもりだと断られたので、どうしても帰りたくない私は嫌がる父を無理矢理押さえつけ、何度も何度も強制中出しをさせました。（10月22日、Hunter）
- 変態は女子校生 〜ビアンお嬢様と巨乳のカテキョ〜（11月1日、U&K）
- 愛しのごっくんアイドル 可愛い女の子のエゲツないネバスペと濃汁ごっくん（11月6日、h.m.p）
- 妄想JK彼女 〜クラスメートのあの娘と付き合えるノートが手に入ったんだ〜（11月7日、ゴールデンタイム）
- 集団凌辱病棟 連続イカセ!大量ぶっかけ!輪姦セックス!肉体懺悔を強いられた美人女医たち（11月12日、ナチュラルハイ）
- 「何で私こんなの(18cm超級のメガバイブ)買っちゃったんだろう?」 メガバイブにハマってしまった妹は粗チン彼氏では満足できなくなり、不意に見てしまった兄のメガチンに発情!試したい気持ちを抑えきれず…。（11月12日、Hunter）
- 友達の彼女に何度も中出し! 3 ボクの友だちが、彼女連れでボクの部屋にやって来てノロケまくりでムカつく!! しかも隠していたAVを見つけられオナニー野郎とバカにしてくる。帰った後、悔しくて彼女をおかずにオナニーしようとしたら、先ほどの彼女が一人再訪問。どうやら彼氏とのHが上手くいかず、ボクのAVで勉強したいらしい。二人でAVを見ているとなにやらモジモジとする彼女。童貞だけど見栄を張って「二人で練習してみようか」と言うとムラムラしていた彼女はなんとゴム有りならOK。でも彼氏とでも絶対NGな生挿入&生中出しをしてみたくなり、ゴムを外してコッソリ中出し。怒られると思いきや彼女は、中出しの快感が忘れられず何度も中出しを求められて、今では中出しセフレに!（11月12日、Hunter）
- 超高級中出し専門ソープ（11月13日、MOODYZ）
- 目があったら即ハメレイプ!!獲物を物色し、ばれないように背後から近寄り、一気にハメる!!何気ない日常に突如襲い掛かる恐怖 2（11月13日、SCOOP）
- 世界一早漏男の連続射精SEX（11月19日、ROOKIE）
- 女子校生絞愛レズビアン（11月19日、レズれ!）
- エロ一切禁止 素人ヘアヌードフェチ作品を撮影中に勃起チ●コ見せつけたらどうなるのか…徹底検証（11月20日、ONEZ）
- 超・女体観察 禁断の女体図鑑! 自然界最高峰とも云える生々しい人体アート14名（11月20日、SEX Agent）
- 「制服・下着・全裸」でおもてなし またがりオマ○コ航空 6 〜【淫語】【おさわり】【童貞】【2発射】新おま○こサービスのご紹介〜（11月26日、SODクリエイト）
- 美脚女のパンツを没収し黒ストッキング越しの痴漢で何度もイカセろ!! 2 女子校生バイブぶっ挿しSP（11月26日、ナチュラルハイ）
- 股間ムキ出し拘束で抵抗できず恥ずかし過ぎる打ち上げ失禁!!! 尿意を我慢し続けながら何回もイカサれた女たち（11月26日、ナチュラルハイ）
- 川の字で妻にバレないよう義理の娘と超スローSEX! 「再婚した妻の連れ娘が可愛すぎてどうにかなりそう!」 しかも、家では若いしなやかな身体を無防備に放りだしているもんだから勃起しまくり我慢の日々。夜寝る時に川の字で一緒に寝ていると寝相が悪い娘のパジャマがはだけ可愛い乳首が丸見え! 今までの我慢が吹っ飛び、そのツンと飛び出た乳首をイジリまわしていたら、突然娘が起きてしまい気まずい雰囲気に…。さらに気まずいことに私の股間は空気を読まずにフル勃起! しかしそんな私の勃起を見た娘が興奮? 隣で寝ている母にバレないようにこっそりとスローなSEXで爆イキ!（11月26日、Hunter）
- 「腋ばっかり撮らないで…」「アナルだけなんて恥ずかしい」エロ一切禁止、素人フェチ作品撮影中に媚薬を飲ませて強制発情!!羞恥×淫乱効果で女から本番を求める検証映像!!（11月27日、SCOOP）
- ガチ露出調教中 2 本物素人参加編（11月27日、FIRST STAR）
- 潮吹き大乱交4時間SPECIAL（12月1日、MOODYZ）
- 痛快AV スカッとエロジャパン! 〜イラつく女の弱味を握ってチ○コで制裁!〜（12月7日、ゴールデンタイム）
- ホテル痴漢（12月10日、ナチュラルハイ）
- 中出し肉便器学級当番 4（12月10日、サディスティックヴィレッジ）
- エロ行為一切禁止のメイドリフレで悪戯! 隣に客がいるにも関わらず、声を押し殺し本気でイキまくるどスケベ癒らしメイド（12月10日、SCOOP）
- 完璧な性奴隷 1（12月10日、MAD）
- 酒トーーク 涼川絢音のぶっちゃけ夜会（12月18日、FIRST STAR）
- 「動かないで！すぐ終わるから!」 突然できた義妹はヤリマン女子高に通う普通ではない女の子だった! 父親が再婚して突然出来た妹は何と地元で超がつく程のH好きが集まるヤリマン女子高に通う女の子。家の中でも期待を裏切らない際どい格好をしている義妹。とにかく普段からパンチラ&胸チラ全開で女の子に不慣れな僕は毎日勃起しまくっています。僕がパンチラ&胸チラを見てるのと同じくらい勃起しているのを見られていたらしく、ヤリマン心をくすぐっていたみたいで夜中、僕の部屋にやってきてチ○ポをメリメリと自分のマ○コにねじ込ませてきました!そして何度も中出しさせられてしまいました!（12月24日、Hunter）
- マシンバイブで犯されて、ケタケタ笑いながらイキ狂う生徒会長と書記（12月24日、サディスティックヴィレッジ）
- 本中5周年記念作品!! 美少女中出し島 2015（12月25日、本中）

2016年
- 「壊し愛」 マジイキしか認めない 嘘イキなしの無我夢中愛し合い本気レズ（1月1日、h.m.p）
- A●A状態の中出し乱交サークル旅行（1月1日、MOODYZ）
- THE LESBIAN WORLD レズビアンがあたりまえの世界 2 〜地球上には女しかいないから…女同士で愛しあい、求めあう学園レズビアン天国!〜（1月7日、ビビアン）
- 原作:御堂 乱 女教師 テニス部・奴隷合宿（1月7日、アタッカーズ）
- （裏）手コキクリニック 〜完全版〜 性交クリニックファン感謝祭2016超豪華! 新年特大240分スペシャル（1月8日、SODクリエイト）
- ガックガクの女（1月8日、ドリームチケット）
- 生挿入生汁中出し願望の一般素人 4（1月8日、S級素人）
- ｢うち、Mな男の子ば苛めてよかと…?｣ S級素人で初撮り 新・可愛すぎるフラワーショップ店員 あやねさん(仮名（1月8日、S級素人）
- 胸チラしているのに気付かず働く女子社員に手を出しちゃった俺 3（1月21日、AKNR）
- イっクよぉ〜! 観てるぅ〜!? ONA21 スタジオLIVEオナニー 「みんなとイキたい」 〜オー・エヌ・エー・トゥエンティワン その時きっとひとつになれた〜（1月22日、SEX Agent）
- 【衝撃】女優崩壊観察ドキュメント! 絶叫即中出しきもだめしツアー（1月25日、本中）
- 大好き。 イチャイチャデート&ラブラブエッチ（2月1日、S-Cute）
- 禁断介護（2月4日、グローリークエスト）
- ペニバン レズ町会長 小早川怜子（2月5日、クリスタル映像）
- 危険日直撃訪問! 子作り性教育 3 〜絶倫先生が教え子の家に家庭訪問して生中出しセックス実習〜（2月6日、Mr.michiru）
- 気の強い姉を犯す 痙攣イキ狂い近親マッサージ（2月15日、ピーターズ）
- 好きなマ○コにいつでも中出しOK海の家 美少女編（2月25日、本中）
- 可憐な女子校生が催眠術によって堕ちたSEXの記録 2（2月26日、宇宙企画）
- 美脚ガニマタお下劣キッス (3月4日、ワープエンタテインメント)
- 昭和女のエレジー 貧しい農家の娘が弄ばれて棄てられて (3月5日、ヒビノ)
- 男が出てこない美少女スペレズ革命AV えっ!?今度は水道の蛇口がチ○ポ 私立スペレズ女学院2 壁チ○ポ部活動編 (3月17日、ROCKET)
- 快感で激しく痙攣。覚醒する性。(4月19日、TEPPAN)
- 涼川絢音、100発の精子飲む。 (5月6日、ワープエンタテインメント)
- HYPER DELICIOUS AWABI vol.14 極道の娘 奴隷堕ち ～残虐卑劣の逝き拷問に哭く女 ～ (6月19日、BabyEntertainment)
- オジサンとイク ぶらり路線バスの旅 東京駅八重洲口→東葉勝田台駅 (6月19日、キチックス)
- 狙われた母娘 娘の同級生に私も犯されました (7月1日、ワンズファクトリー)
- ［※逆ギレ注意］フラれた腹いせに、愛するカノジョの辱め映像流出します。束縛嫉妬男S (7月22日、First Star)
- 有名AV女優 涼川絢音 ガチ自宅潜入調査 (8月12日、＆RiBbON)
- 解禁 TOHJIRO ガチンコで頭がぶっ飛ぶくらいイキたい。 (8月19日、ドグマ)
- あなたが持つ隠れ願望実現します～レイプ犯行映像集【女優被害者5名】孕ませ中出しスペシャル～ (9月1日、グレイズ)  ※「AV OPEN 2016」バラエティ部門 エントリー作品
- 突然パンチラで挑発されてこっそりシゴいちゃった僕。 Next Stage (9月1日、アロマ企画)  ※「AV OPEN 2016」マニア・フェチ部門 エントリー作品
- 媚薬天国～エロス覚醒イグイグ発狂痙攣大乱交～ (9月1日、乱丸)  ※「AV OPEN 2016」ドラマ・ドキュメンタリー部門 エントリー作品
- ボクだけのしたがり家庭教師 (9月9日、クリスタル映像)
- ふたなり×ふたなり 大量射精＆大量潮噴き ふたなりが当たり前の世界の撮影現場はメチャメチャ過ぎてもう大変っ! (9月19日、ROOKIE)
- イッてる女は嘘をつけない。Interview With Her during Sex Vol.1 (9月22日、SODクリエイト)
- the オナニズム (9月22日、SODクリエイト)
- 英國給仕 くつろぎ (9月30日、ドリームチケット)
- フェラ飯〜食欲と性欲を同時に満たしたらもっと気持ちいい!?〜 (10月6日、新中野小劇場)
- ザーメンKiss〜精子を男に飲ませるオンナ達。-ラブラブ編- (10月6日、新中野小劇場)
- 口腔内性感マッサージ …アソコより、セックスより恥ずかしい お口の中口腔性感マッサージ!（10月20日、新中野小劇場）
- 借金の取り立て屋に毎日犯され続ける若妻 (10月28日、ヒトヅマハナゾノゲキジョウ)

2017年
- 妻が BBQ でヤリサーに中出しされまくってる動画をネットで発見してしまった (1月19日、ミセスの素顔/エマニエル)
- あ～やらしい! 58 喉で味わう見せつけごっくん! (1月20日、S.P.C)
- ゲス不倫!人妻に旦那と電話させながらだいしゅきホールドで中出ししたった 2 (1月25日、かぐや姫)
- ヒロインピンチ13 正義戦隊ジャスティスファイブ ～クリモムの復讐 ジャスティスピンク悶絶地獄～ (2月10日、GIGA)
- ママさんバレー帰りの義母の発汗したハイレグブルマ尻! 勃起した息子のチ〇ポを見て火照りだしたカラダは理性保てず馬乗り生挿入!飛沫を上げながら激しい腰振りで何度も中出し! (2月10日、V&R PRODUCE)
- 1vs1 ノーカット1本勝負SEX 4本番 VOL.001 (2月24日、ケイ・エム・プロデュース/BAZOOKA)
- 大好きなカノジョをハメ撮りしちゃいました。 (3月1日、S-Cute)
- 真・レズソープ (3月2日、サディスティックヴィレッジ)
- 就職活動も頑張ってます!!女子大生専門キャバクラへようこそ!! (3月10日、ケイ・エム・プロデュース/BAZOOKA)
- たっぷりの変態淫語でオナニーサポート 完全主観のヴァーチャルオナペット (3月14日、ジャネス)
- コスプレイヤーレズビアン乱交 (3月24日、TMA)
- 妄想アイテム究極進化シリーズ THEボディジャック BEYOND ～憑依で運命を変えろ!魂タイムリープで過去に戻った俺は女子校生!?～ (5月3日、ROCKET)
- 私立おしゃぶり学園 (5月25日、MOODYZ)
- むっちりプリ尻ブルマの課外授業 (6月1日、Fetish Box/妄想族)
- 人妻夜這いレズ ～百合が咲き乱れる、ひと夏の恋。～ (6月13日、マドンナ)
- 痴女リータ ロリ顔でドSな美少女は日本男児の大好物 (7月1日、Fetish Box/妄想族)
- 妄想アイテム究極進化シリーズ 真・時間が止まる腕時計パート8 女子○でマネキンチャレンジ編 (7月6日、ROCKET)
- 美少女が美脚で御奉仕するノーハンド回春エステ (7月13日、MOODYZ)
- イジメっ娘JKの杭打ち騎乗位中出し (7月19日、ワンズファクトリー)
- 妄想アイテム究極進化シリーズ 女の快感は男の10倍いや100倍!?女体化媚薬で女になってレズ調教されちゃった俺 (7月20日、ROCKET)
- ワキ臭くないですか? 涼川絢音 ワキ剃り・ワキ舐め・脇コキ・ワキ発射 (7月20日、レイディックス)
- いらっしゃい!敏感M乳首君 (8月1日、fetish Box/妄想族)
- 現代緊縛入門 超初級編 虎の巻 (8月5日、ヴァンアソシエイツ)
- 縄妻 (8月5日、ヴァンアソシエイツ)
- スーパーヒロイン危機一髪!!Vol.69 美聖女戦士セーラーアクアス (8月11日、GIGA)
- 昭和女のエレジー 狙われた美人姉妹 (9月1日、ヒビノ) ※「AV OPEN 2017」ドラマ部門 エントリー作品
- いらっしゃい!敏感Mちくび君 (9月1日、Fetish Box/妄想族)
- レイプ魔がホテルで起こした強姦致傷事件 4（10月6日、MAD）
- 女体化ギャル男は生徒会長のレズ肉便器 (10月7日、山と空)
- サークル丸ごとヤリマンだらけ!SEX偏差値70のJDヤリマン書道サークルの中出し子作りハーレム性活 (10月13日、ケイ・エム・プロデュース/BAZOOKA)
- SM×緊縛×拷問 24時間11分（10月14日、セレブの友）
- お、お義父様やめて下さい…。寝取られ近親相姦 息子は恋敵 義理の娘をチ○ポ漬けにする絶倫ドS義父 (10月25日、ビッグモーカル)
- 女教師in… 【脅迫スイートルーム】 (11月3日、ドリームチケット)
- 妻のアナルを変態レズナースにNTRれた (11月7日、山と空)
- 真性マゾの色情狂JDが野外ド変態パフォーマンス!!加虐心で狂った男達に犯されザーメン浴びてイキ狂う!!!あやねサン (11月7日、山と空)
- かかってこいよ小早川怜子 因縁女優とガチンコレズバトル3番勝負 (11月16日、ROCKET)
- レイプハンターBEAST Vol.3 最終章 美聖女戦士セーラーアクアス (12月8日、GIGA)
- 拷問エンドレス 天国と地獄 (12月19日、ドグマ)
- 禁断介護BEST vol.12（12月21日、グローリークエスト）

### イメージDVD
- 『ええじゃないか』（2014年4月1日、未満）
- 涼川絢音はオレのカノジョ。（2014年11月25日、GARDEN）

## 出演

### 成人映画
- 痴漢電車 悶絶!裏夢いじり（2015年1月2日公開、オーピー映画） - 「麻里」役
- 帰れない三人 快感は終わらない（2015年5月15日公開、オーピー映画） - 「古川志保」役
- 性辱の朝　止まらない淫夢（2016年6月24日公開、オーピー映画） - 「ミカヨ」役
- 淫暴の夜　繰り返す正夢（2016年9月16日公開、オーピー映画） - 「ミカヨ」役
- 感じるつちんこ ヤリ放題！（2017年1月27日公開、オーピー映画） - 「土田園子」役
- ぐしょ濡れ女神は今日もイク！（2017年3月24日公開、オーピー映画） - 「麻里」役
- 帰れない三人 快感は終わらない（2015年5月15日、オーピー映画） - 古川志保 役[51]
- ももいろ絵本 イッてみよう、ヤッてみよう！（2017年5月19日公開、オーピー映画） - 「ミカヨ」役
- 女ゆうれい 美乳の怨み（2017年8月4日公開、オーピー映画） - 「マリ」役[52]
- ひまわりDays　全身が性感帯（2017年10月13日公開、オーピー映画） - 「ミカヨ」役[53]
- 変態家族 碧い海に抱かれて（2018年1月26日公開、VOID FILMS）– 「ミカヨ」役[54]
- 再会の浜辺　後悔と寝た女（2018年2月23日公開、VOID FILMS）– 「ミカヨ」役

### 映画
- 犯る男（2015年8月22日、OP PICTURES）※『痴漢電車 悶絶!裏夢いじり』を一般映画化した作品（R-15）[55]
- 私みたいな女（2016年7月4日、OP PICTURES） - ミカヨ 役[56][57]
- 犯る男・最終版（2016年7月6日、OP PICTURES） - 麻里 役[58][59]
- 夫がツチノコに殺されました。（2017年7月9日、OP PICTURES） - 土田園子 役[60]
- ひまわりDays（2018年、OP PICTURES） - ミカヨ 役※『ひまわりDays　全身が性感帯』の一般公開用編集作品[61]
- 赤いふうせん（2018年、OP PICTURES）-  役（「女ゆうれい～」の一般公開用編集作品）
- しあわせ配達人・ユリ子（2018年、OP PICTURES） - 麻里 役 ※「ぐしょ濡れ女神～」の一般公開用編集版
- ヤーニンジュの島（2018年、OP PICTURES） - ミカヨ 役 ※「変態家族～」の一般公開用編集版
- 再会の浜辺（2018年、OP PICTURES） - ミカヨ 役 ※「再会の浜辺～」の一般公開用編集版
- ミカヨのクレヨン（2018年、OP PICTURES） - ミカヨ 役 ※「ももいろ絵本～」の一般公開用編集版

### テレビ
- ケンコバのバコバコテレビ #27,#28（2014年4月4日・11日、サンテレビ） - 「天津木村の妄想登山」」のゲスト
- ビ〜チ9（2015年6月、テレビ埼玉） - マンスリーゲスト
- 第1回セクシー女優ダラケ!のスカパー!水泳大会（2015年8月22日、BSスカパー）
- 魚拓と成瀬のツキとスッポンぽん #71,#72（2016年1月10日・17日、パチ・スロ サイトセブンTV）

### ラジオ
- 『オオカミ少年片岡の旅音人(タビオト)』（2017年11月24日、渋谷クロスFM88.5MHz）*ゲスト出演

### オリジナルビデオ
- 歌舞伎町ブラックスワン（2015年、彩プロ）監督:山内大輔　主演
- ひとりかくれんぼ 黄泉がえり遊び（2016年、MAD VIDEO）監督:三枝進　主演

### ネット放送
- トイズハートプレゼンツ「ハートの部屋（仮）」（2017年1月10日&2018年1月11日、ニコニコ生放送 オトコのカラダチャンネル）＊第３回ゲスト[62]＆第２１回ゲスト[63][64]
- トイズハートプレゼンツ「パリッコの飲み行く！？」（2017年11月17日、YouTube トイズハートチャンネル）＊第２回ゲスト[65][66]

## 写真集
- White Kiss（2014年5月14日、双葉社、撮影：冨貴塚宏樹）ISBN 978-4575306675
- 原寸大おっぱい図鑑 Ecstasy（2017年11月17日、一迅社　撮影：須崎祐次）ISBN 978-4758015790・・・Eカップ担当。[67]

## インタビュー
- 涼川絢音 vol.1(2014年5月22日、有名ＡＶ女優インタビュー)[68]
- 涼川絢音 vol.2(2014年5月27日、有名ＡＶ女優インタビュー)[69]
- 涼川絢音 vol.3(2014年5月27日、有名ＡＶ女優インタビュー)[70]
- 涼川絢音「ナマ搾りインタビュー100%H果汁」Vol.1 絢音はお口が一番の性感帯なんよ。(2014年10月21日、アサ芸風俗)[71]
- 涼川絢音「ナマ搾りインタビュー100%H果汁」Vol.2 絢音はお口が一番の性感帯なんよ。(2014年10月22日、アサ芸風俗)[72]
- 着エロ出身の涼川絢音が中出し20連発!!　その美しい女性器が泡まみれに！(2015年6月15日、メンズサイゾー)[73]
- 人気セクシー女優が酔った勢いで「チューしたい」――ふぁーすとすたーナイトvol.1レポ(2015年8月13日、SPA!)[74]
- 初レズ作品に緊張しまくるロリ女優・涼川絢音！　優しくリードするロリ顔美巨乳女優の羽月希!!　まさに夢の競演♪(2015年11月2日、メンズサイゾー)[75]
- 「涼川絢音ちゃんスカパー！アダルト放送大賞2016女優賞ノミネートで新春インタビュー！Vol.1」(2016年1月2日、ＤＭＭ　ＮＥＷＳ．Ｒ１８)[76]
- 「涼川絢音ちゃんスカパー！アダルト放送大賞2016女優賞ノミネートで新春インタビュー！Vol.2」(2016年1月3日、ＤＭＭ　ＮＥＷＳ．Ｒ１８)[77]
- 「涼川絢音ちゃんスカパー！アダルト放送大賞2016女優賞ノミネートで新春インタビュー！Vol.3」(2016年1月4日、ＤＭＭ　ＮＥＷＳ．Ｒ１８)[78]
- 美少女には「純白」ザーメンがよく似合う♪　ロリ系AV女優・涼川絢音、男汁飲みまくり！(2016年1月22日、メンズサイゾー)[79]
- 千乃あずみと涼川絢音の美しすぎるガチレズ作品！　レズイキで涙きじゃくるふたり(2016年4月4日、メンズサイゾー)[80]
- AV業界屈指の演技派・涼川絢音インタビュー！　タブーに挑み続けるヘンリー塚本監督と“がっぷり四つ”で女優開眼!!(2016年7月1日、メンズサイゾー)[81]
- 売れっ子ＡＶ女優インタビューハダカのおしゃべり 第5回 涼川絢音（前編）「好きな男のパンツ臭にウットリ」(2016年9月6日、スカパーアダルト)[82]
- 売れっ子ＡＶ女優インタビューハダカのおしゃべり 第6回 涼川絢音（後編）「あの女にしたように私を抱いて」(2016年9月9日、スカパーアダルト)[83]
- 朝倉ことみ＆涼川絢音クン爆笑トーク！上野オークラ劇場「淫暴の夜 繰り返す正夢」舞台挨拶＜麻雅庵のセクシーアイドル覗きアナ＞(2016年9月29日、東スポ　裏通りＷＥＢ)[84]
- 【奇跡的なピュア感＆人としての器と魅力!!　涼川絢音インタビュー】「レズ作品は相手が心を開いてくれるかどうかで、作品が0か100か決まってしまう怖さがあるんです」前編(2016年10月15日、デラべっぴんＲ)[85]
- 【奇跡的なピュア感＆人としての器と魅力!!　涼川絢音インタビュー】「バーベキューとかディズニーとかみんなバンバン写真上げてますよね…。あんなこと本当に起きてるんですか？　都市伝説じゃないですか？」中編(2016年10月16日、デラべっぴんＲ)[86]
- 【奇跡的なピュア感＆人としての器と魅力!!　涼川絢音インタビュー】「デビュー後に痩せ過ぎちゃって、体型を変えるために、粉ミルクを何にでも入れて食べてました（笑）」後編(2016年10月17日、デラべっぴんＲ)[87]
- 毎年恒例行事！涼川絢音ちゃんの新春酒飲みインタビュー！＜前編＞「今年の私はどうなるのか…ドキドキしつつワクワクしてます！」(2017年1月1日、東スポ　裏通りＷＥＢ)[88]
- 毎年恒例行事！涼川絢音ちゃんの新春酒飲みインタビュー！＜中編＞「私でみんながちゃんと抜けてるのかと心配になることがあります(笑)」(2017年1月2日、東スポ　裏通りＷＥＢ)[89]
- 毎年恒例行事！涼川絢音ちゃんの新春酒飲みインタビュー！＜後編＞「私には、ハードとかハードじゃないという概念がないんです」(2017年1月3日、東スポ　裏通りＷＥＢ)[90]
- 一度会った業界人をトリコにする涼川絢音ちゃんがトイズハートニコ生に出演！2・18単独イベントも＜麻雅庵のセクシーアイドル覗きアナ＞(2017年1月19日、東スポ　裏通りＷＥＢ)[91]
- 涼川絢音が観客の面前で熱烈キス！お酒ガンガンほろ酔いステージ！三代目葵マリーが突撃イベントレポート『涼川絢音の「倒れるときは前のめり」』最後にホロっと感動？楽屋画像も含む秘蔵フォト大放出！(2017年3月10日、ＤＭＭ　ＮＥＷＳ．Ｒ１８)[92]
- 興奮しちゃって前のめり！涼川絢音ROM制作現場の秘蔵オフショットをプロデューサー自ら大公開！カワイイ写真をおすそ分け！フェチフェスで本人にも会えちゃうよ！【プロデューサー三代目葵マリーの撮影現場レポート】(2017年4月28日、ＤＭＭ　ＮＥＷＳ．Ｒ１８)[93]
- 涼川絢音の山内組新ヒロイン作が先行上映＆舞台挨拶「OP映画祭り2017」＜麻雅庵のセクシーアイドル覗きアナ＞(2017年5月15日、東スポ　裏通りＷＥＢ)[94]
- ＜麻雅庵あけおめインタビュー＞新春恒例の涼川絢音ちゃん登場！しかし今回は衝撃の「AV女優引退」発表です(前編)(2018年01月01日、東スポ裏通りＷｅｂ )[95]
- ＜麻雅庵あけおめインタビュー＞新春恒例の涼川絢音ちゃん登場！しかし今回は衝撃の「AV女優引退」発表です(後編)(2018年01月02日、東スポ裏通りＷｅｂ )[96]
- 【引退直前独占メッセージ動画あり！】衝撃の引退発表後、涼川絢音ちゃんがニコ生に登場！　果たして一体何を語ったのか大注目の放送を速報レポート！【サイン色紙＆チェキプレゼントあり】(2018年1月12日、デラべっぴんＲ)[97]
- ニコ生「ハートの部屋(仮)」に引退発表した涼川絢音が登場＜麻雅庵のセクシーアイドル覗きアナ＞(2018年1月15日、東スポ　裏通りＷＥＢ)[98]
- 【前編】涼川絢音引退インタビュー。最後だから全部話しちゃいます！「この子、ダメかもしれない」と心配されるほど顔面蒼白だった初現場の裏側や、天命を受けたかのようにAV女優として覚醒したきっかけとは？【涼川絢音 人気AV女優インタビュー】(2018年1月26日、ＸＣＩＴＹ)[99]
- 【後編】ついに引退！業界愛され女優の"あやねる"これがほんとにラストインタビュー。絶頂期、全身全霊で高みを目指して挑んでいた撮影だったからこそ、引退が頭をよぎり始めた気持ちの変化とは？【涼川絢音 人気AV女優インタビュー】(2018年1月30日、ＸＣＩＴＹ)[100]
- 【引退直前独占メッセージ動画あり！】衝撃の引退発表後、涼川絢音ちゃんがニコ生に登場！　果たして一体何を語ったのか大注目の放送を速報レポート！【サイン色紙＆チェキプレゼントあり】(2018年1月31日、デラべっぴんＲ)[101]
- 【涼川絢音引退イベント速報レポート！】ピープルズチャンピオン・涼川絢音ちゃんが惜しまれつつ引退！　「涼川絢音はここで終わりますが、私は本当にAV女優になってよかったなって思っています」と涙のメッセージ！(2018年1月31日、デラべっぴんＲ)[102]
- 引退イベント「涼川絢音の、思い立ったが吉日。～明鏡止水の心～」お疲れ様でした＜麻雅庵のセクシーアイドル覗きアナ＞(2018年02月06日、東スポ裏通りＷｅｂ )[103]